# Harlequins
El Harlequins és un club anglès de rugbi a 15 de la ciutat de Londres. Es va fundar el 1866 i participa a l'Aviva Premiership de la temporada 2010-2011 i és un dels clubs més antics del país.